# Burco (fietsenfabriek)

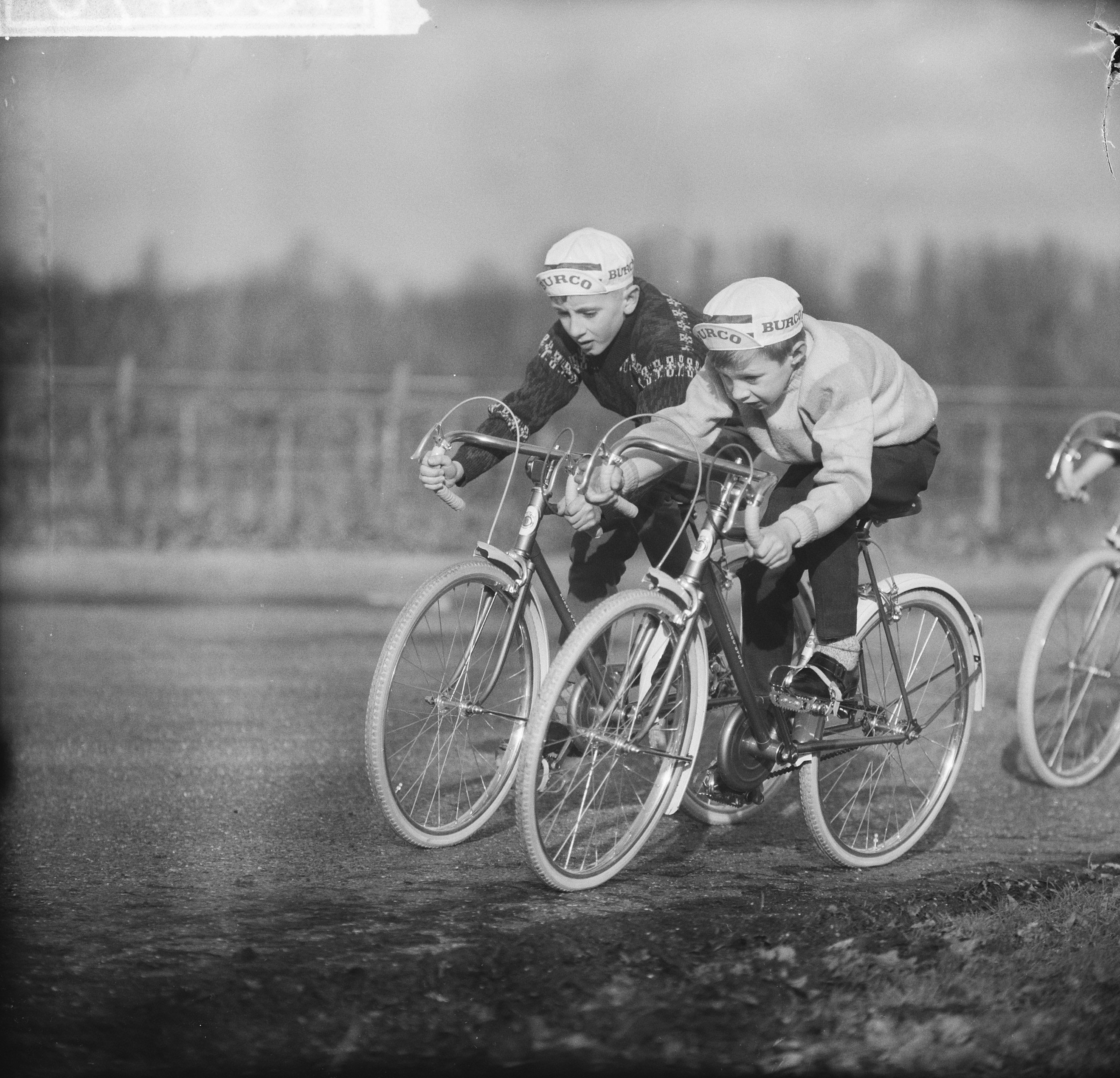
Jongens op Burco-fietsen (1964)

Burco was een Amsterdamse fietsenfabriek. Frans van Buuren en A. Wijnschenk richtten op 1 februari 1939 de rijwielfabriek F. van Buuren & Co. op en gingen onder de naam Burco fietsen produceren.
In de jaren na de Tweede Wereldoorlog is Burco een middelgrote fietsenfabriek, die in haar topjaren 20.000 exemplaren per jaar produceert. De fabriek mag in de jaren zeventig de dienstfietsen leveren aan de politie. 
In 1988 wordt de productiefaciliteit nagenoeg geheel opgeheven en laat Burco de frames fabriceren in Aalten, bij de firma van Raam. In Amsterdam is de groothandel gevestigd en wordt dan alleen nog geassembleerd.
Mede-oprichter en oud-directeur A. Wijnschenk overlijdt in 1998. Tot een jaar voor zijn overlijden is hij actief geweest in het bedrijf, de dagelijkse leiding ligt dan bij J. Wijnschenk. In 2000 vertrekt Burco uit de Amsterdamse grachtengordel naar een nieuwe locatie in Zeeburg en vier jaar later wordt Burco overgenomen door het Heerenveense Accell Group. Per 1 januari 2005 wordt dan de Amsterdamse vestiging gesloten en is de laatste Amsterdamse fietsenfabriek historie. De merknaam Burco is voor toekomstig gebruik dan nog beschikbaar voor Accell Group.